# Paul Mitzlaff
Paul Mitzlaff (* 22. Dezember 1870 in Bütow, Pommern; † 7. Januar 1944 in Berlin) war ein deutscher Jurist und Kommunalpolitiker, der von 1910 bis 1919 Oberbürgermeister der Stadt Bromberg und in dieser Funktion von 1913 bis 1919 auch Mitglied im Preußischen Herrenhaus war.

## Leben

### Familie
Mitzlaff entstammte einer Danziger Patrizierfamilie, er war ein Sohn des Danziger Ratsherrn August Mitzlaff und dessen Ehefrau Maria Mitzlaff geb. Henning. Er war mit Marie geb. Kunau verheiratet, mit der er vier Töchter hatte; zu diesen gehörte unter anderem die Malerin Käthe Mitzlaff-Pahlke.

### Werdegang
Von 1880 bis 1889 besuchte er das Gymnasium in Danzig, wo er das Abitur ablegte. Er studierte Jura an der Ludwig-Maximilians-Universität München, der Universität Leipzig und der Friedrich-Wilhelms-Universität Berlin. Nach dem Studium arbeitete er als Justizschreiber (1893) und Gerichtsassistent (1897).
Seit 1897 arbeitete er in der Danziger Stadtverwaltung in der Kämmerei, seit 1903 als Stadtkämmerer. Daneben war er Vertreter der Stadt im Provinzialverband der Provinz Westpreußen.
Im April 1910 wählte der Stadtrat von Bromberg Mitzlaff zum Nachfolger des Bürgermeisters Alfred Knobloch, er trat das Amt am 15. August 1910 an. Am 27. August 1913 erhielt er die goldene Amtskette des Oberbürgermeisters.
In den ersten Jahren seiner Amtszeit konnte Mitzlaff noch einige Kommunal- und Bildungseinrichtungen wie eine Kunstgewerbeschule und eine Knabenschule einweihen. Später hatte er seine Stadt durch die kriegsbedingte Mangelwirtschaft zu führen. Die Lebensmittelversorgung der Stadt litt stark.
Mitzlaff trat am 23. September 1919 von seinem Amt als Oberbürgermeister zurück und verließ Bromberg, um sich in Berlin als Rechtsanwalt niederzulassen. Gleichzeitig arbeitete er von 1919 bis 1926 als Geschäftsführer des Preußischen und Deutschen Städtetags.

## Auszeichnungen
- 1910: preußischer Roter Adlerorden IV. Klasse
- 1914: Eisernes Kreuz II. Klasse
- 1917: preußische Rote Kreuz-Medaille III. Klasse